# GAZ-3110 Wolga
Der GAZ-3110 „Wolga“ (russisch ГАЗ-3110 „Волга“) ist ein von 1997 bis 2009 in Serie gebauter PKW der oberen Mittelklasse des russischen Gorkowski Awtomobilny Sawods (kurz GAZ, russisch Горьковский автомобильный завод (ГАЗ), deutsch: Gorkier Automobilwerk). Bei dem Fahrzeug handelt es sich um die letzte Modernisierung des GAZ-24 Wolga, der 1968/70 in Serie ging. Nachfolger wurde der ab 2008 gebaute GAZ Wolga Siber.
Der Preis für den Wolga lag in der einfachsten Ausstattung bei rund 8000 US-Dollar. Obwohl der Preis für einen Neuwagen günstig war, gingen die Absätze in Russland zuletzt zurück.

## GAZ-3110 Wolga
Der GAZ-3110 Wolga wurde 1997 als Nachfolger des GAZ-31029 vorgestellt. Äußerlich fallen als Unterschied zum GAZ-31029 der geänderte Kühlergrill und die vollkommen neue Heckpartie mit halbovalen Rückleuchten ins Auge. Der 3110 bekam einen komplett neuen Innenraum, der ergonomischer gestaltet wurde als in den Vorgängermodellen. Es blieb zunächst standardmäßig beim 2,4-Liter-8-Ventil-4-Zylinder-Vergasermotor ZMZ-402.10 mit 100 PS (73,5 kW), allerdings wurde auch ein Dieselmotor GAZ-560 alternativ angeboten. Hinzu kam als Novum noch der 2,3-Liter-16-Ventil-4-Zylinder-Einspritzmotor ZMZ-4062.10 mit 131 PS (96 kW). Kurze Zeit nach Einführung des GAZ-3110 bekam er weiße Blinkergläser vorn anstelle der orangen vom GAZ-31029. 2001 erfolgte ein leichtes Facelift mit geänderter Front- und Heckpartie und heruntergezogenen Schürzen anstatt der vorherigen Kunststoffstoßstangen, die den GAZ-3110 deutlich moderner und imposanter aussehen ließen.
Wie beim Vorgängermodell wurde auch hier ein Kombi als GAZ-310221 angeboten, während der Krankenwagen nun GAZ-310231 hieß.

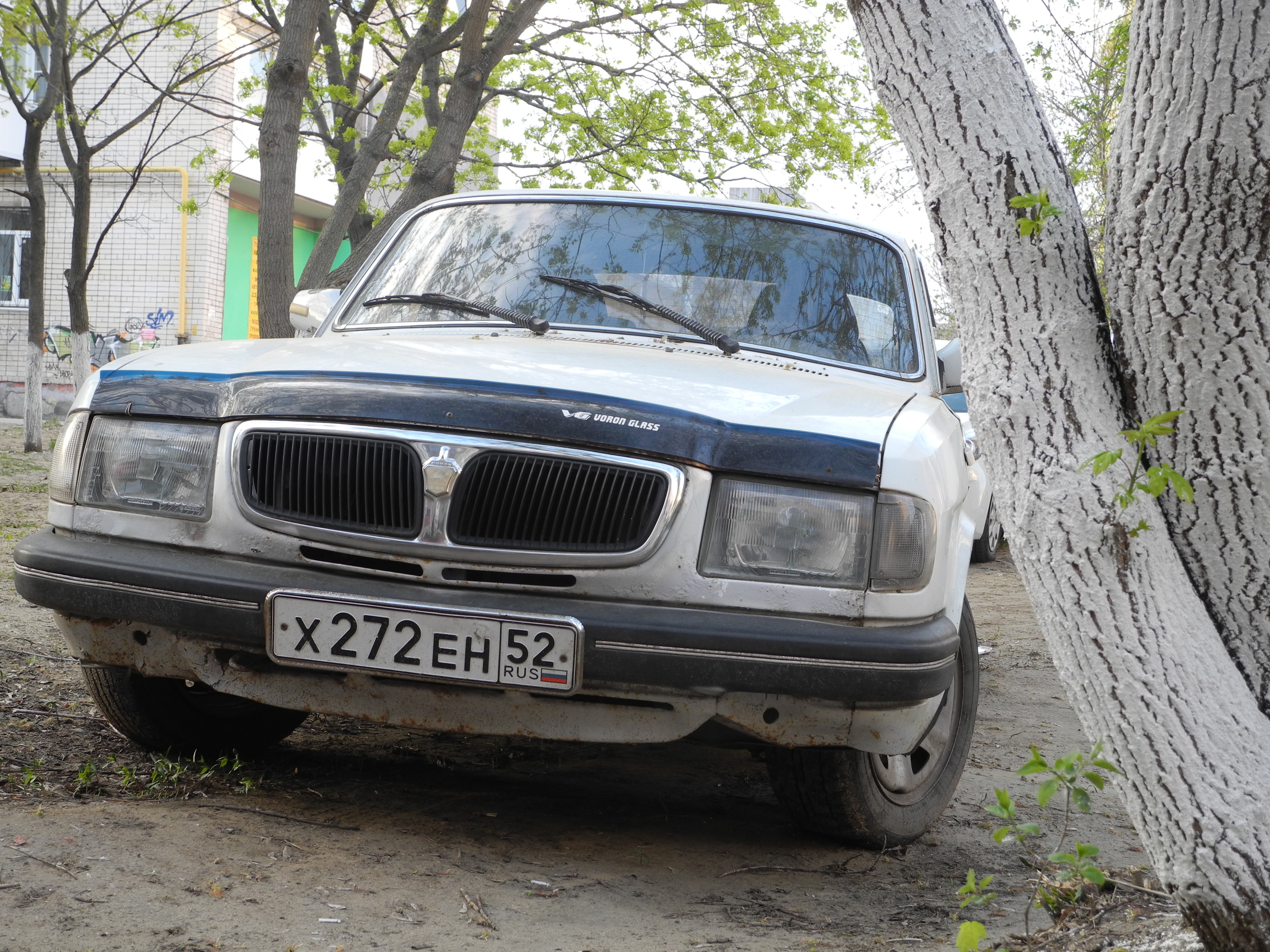
GAZ-3110 Wolga, vorne
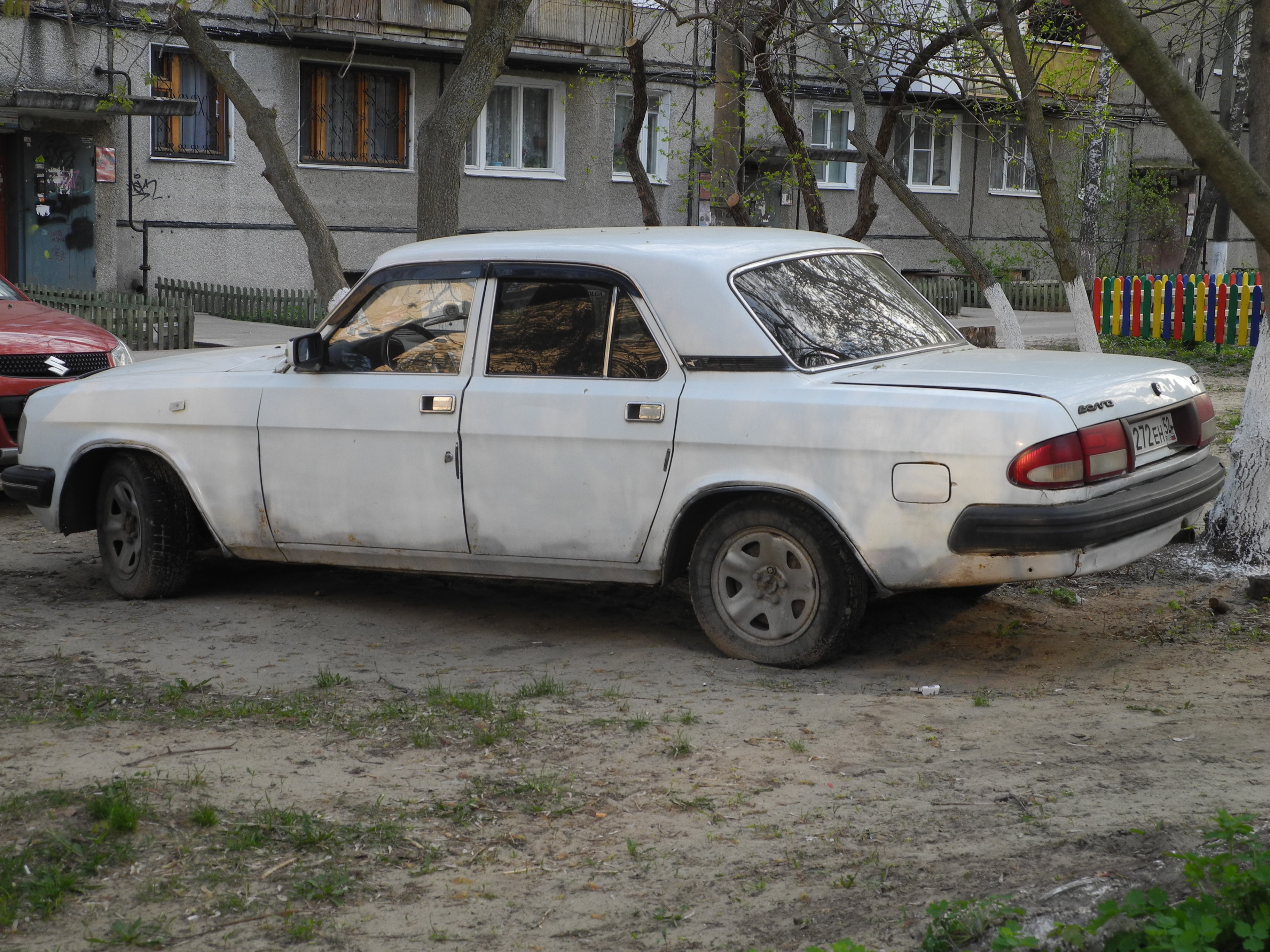
GAZ-3110 Wolga, Seitenansicht
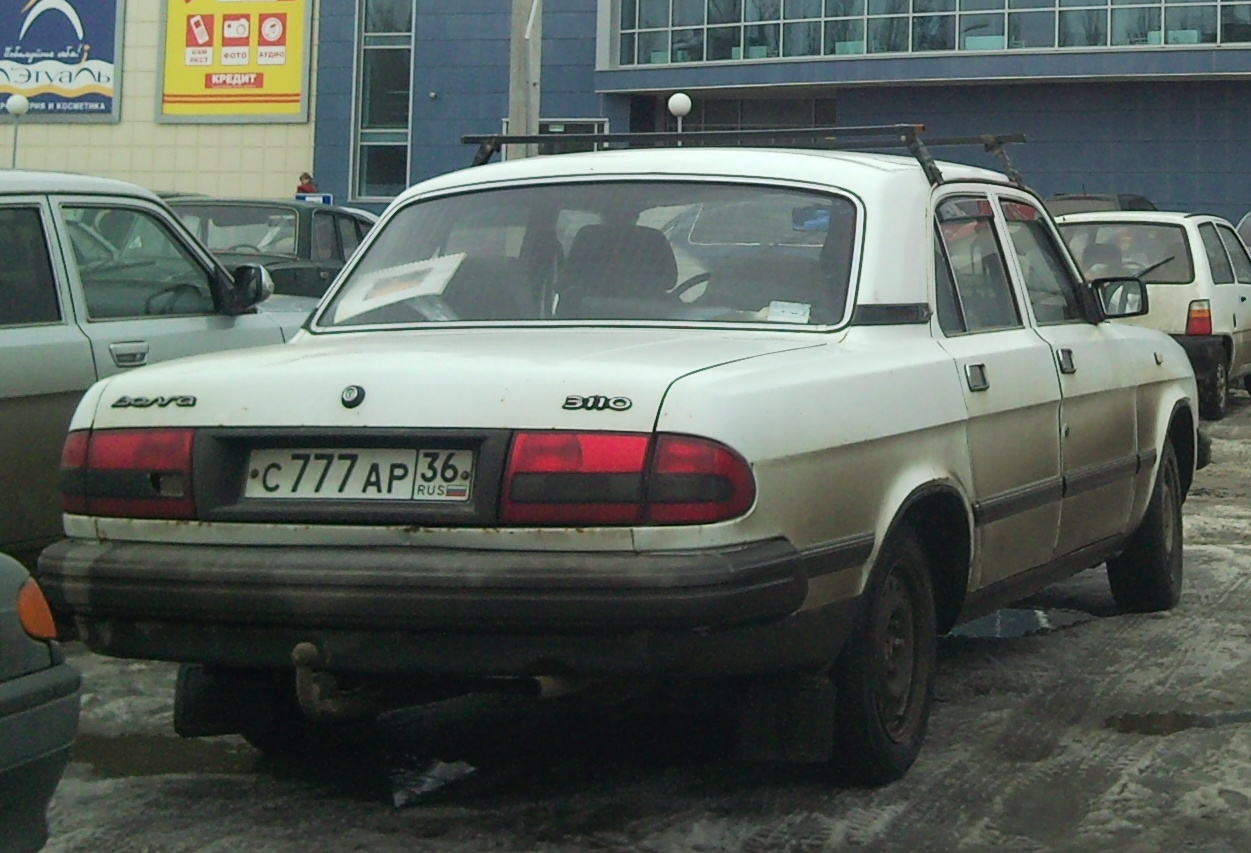
GAZ-3110 Heckansicht
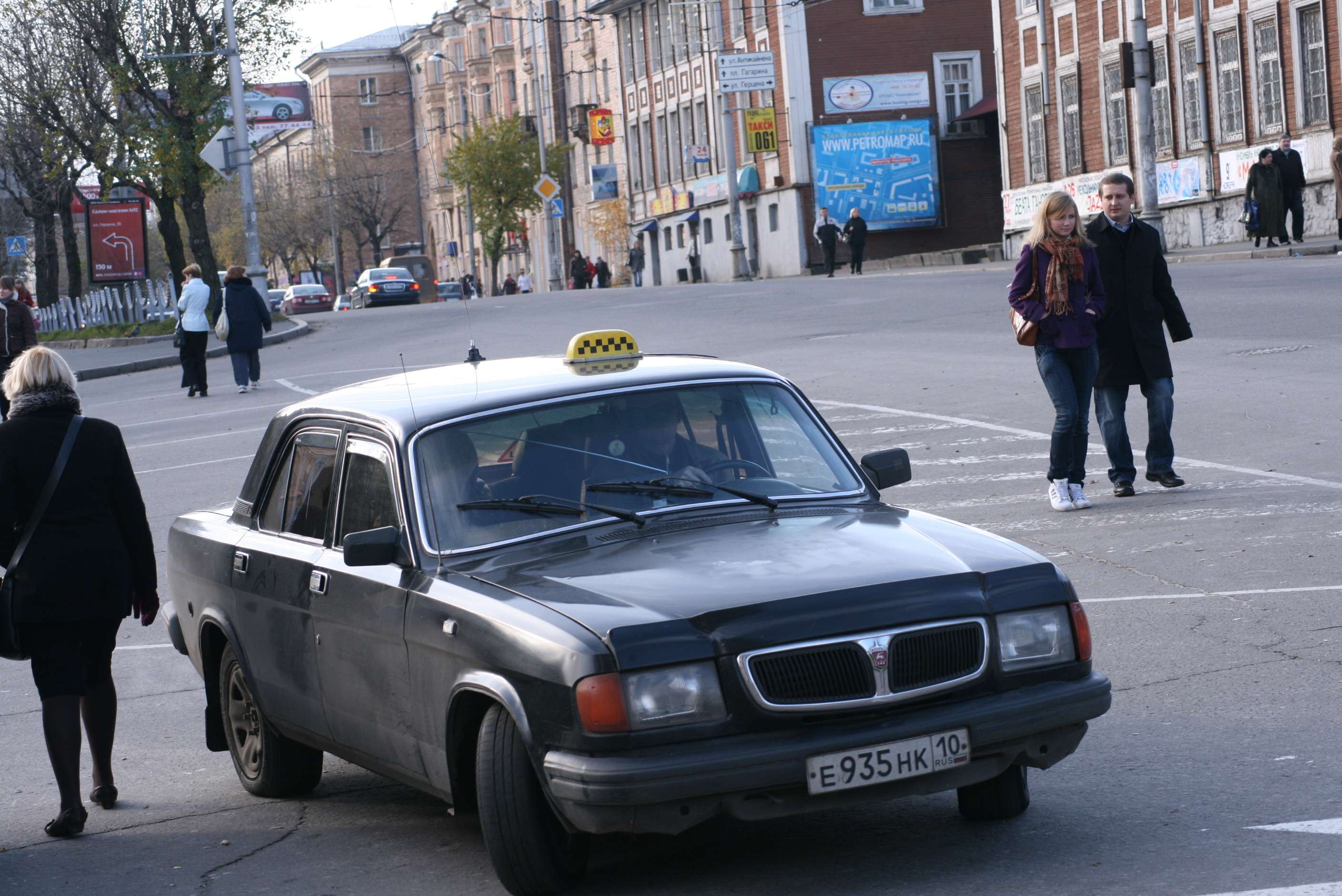
Ein weiterer GAZ-3110 als Taxi
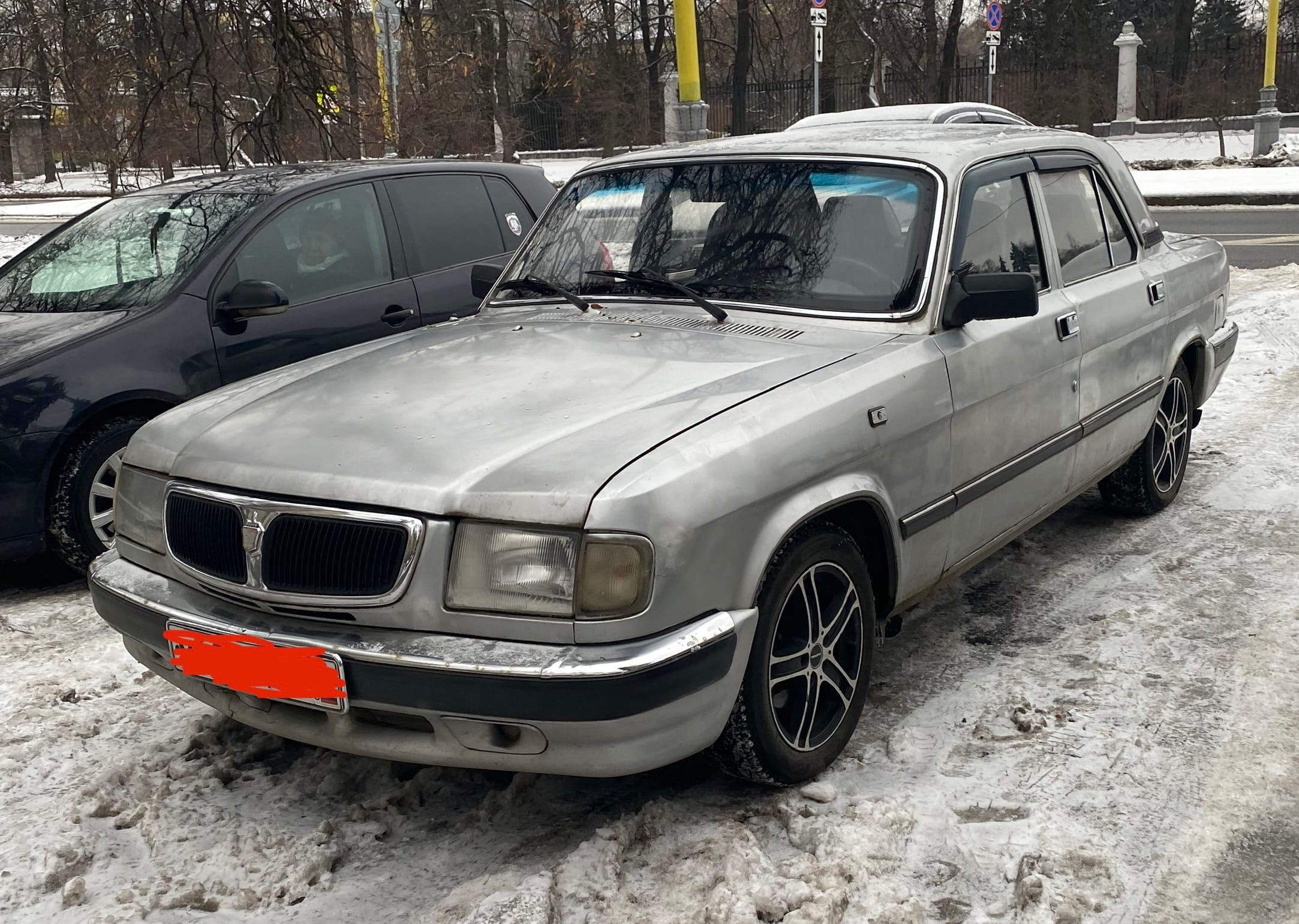
GAZ-3110 Wolga nach der Modellpflege, unter anderem mit modifizierten Stoßfängern
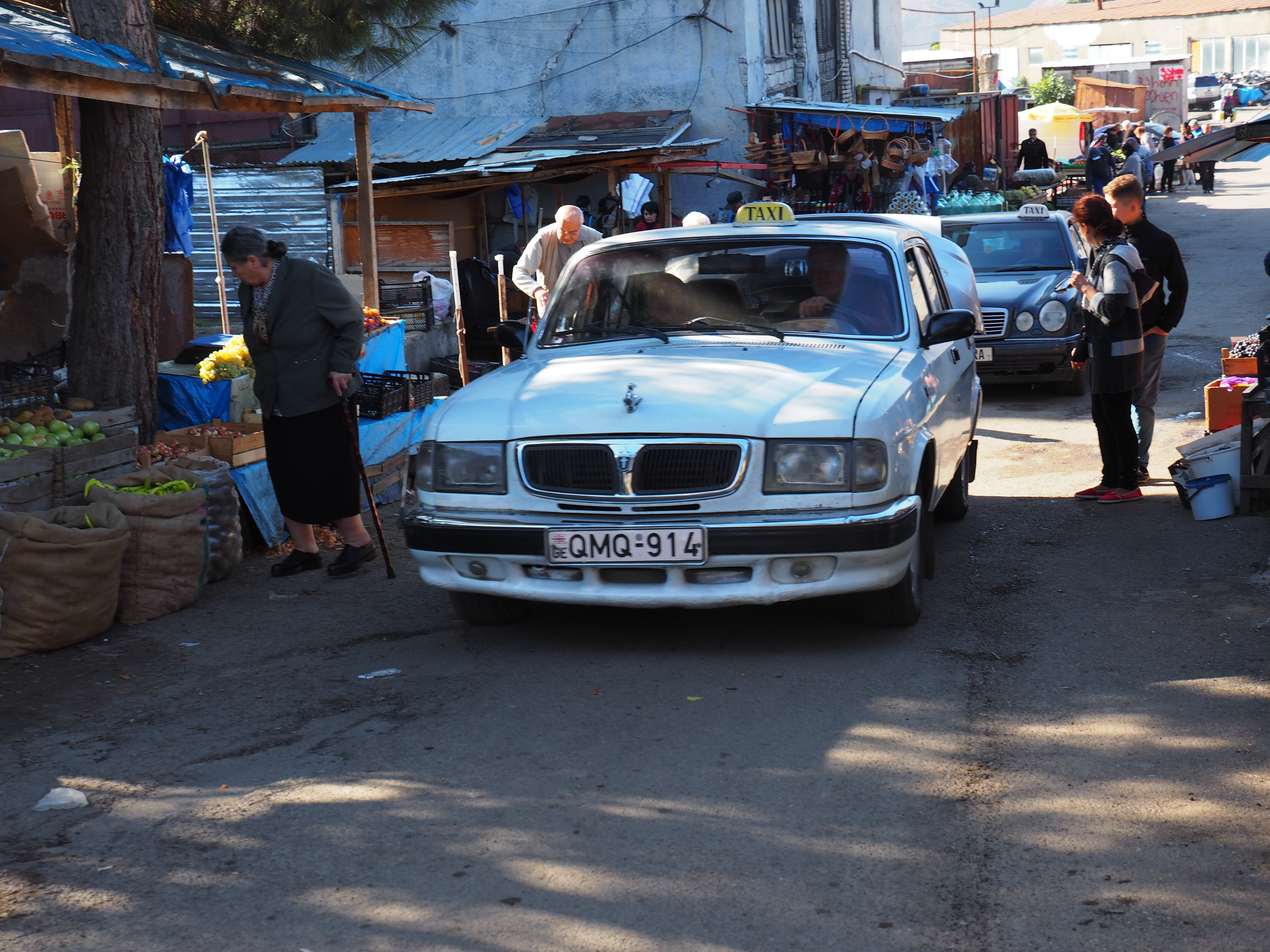
GAZ-3110, Modellpflege, als Taxi
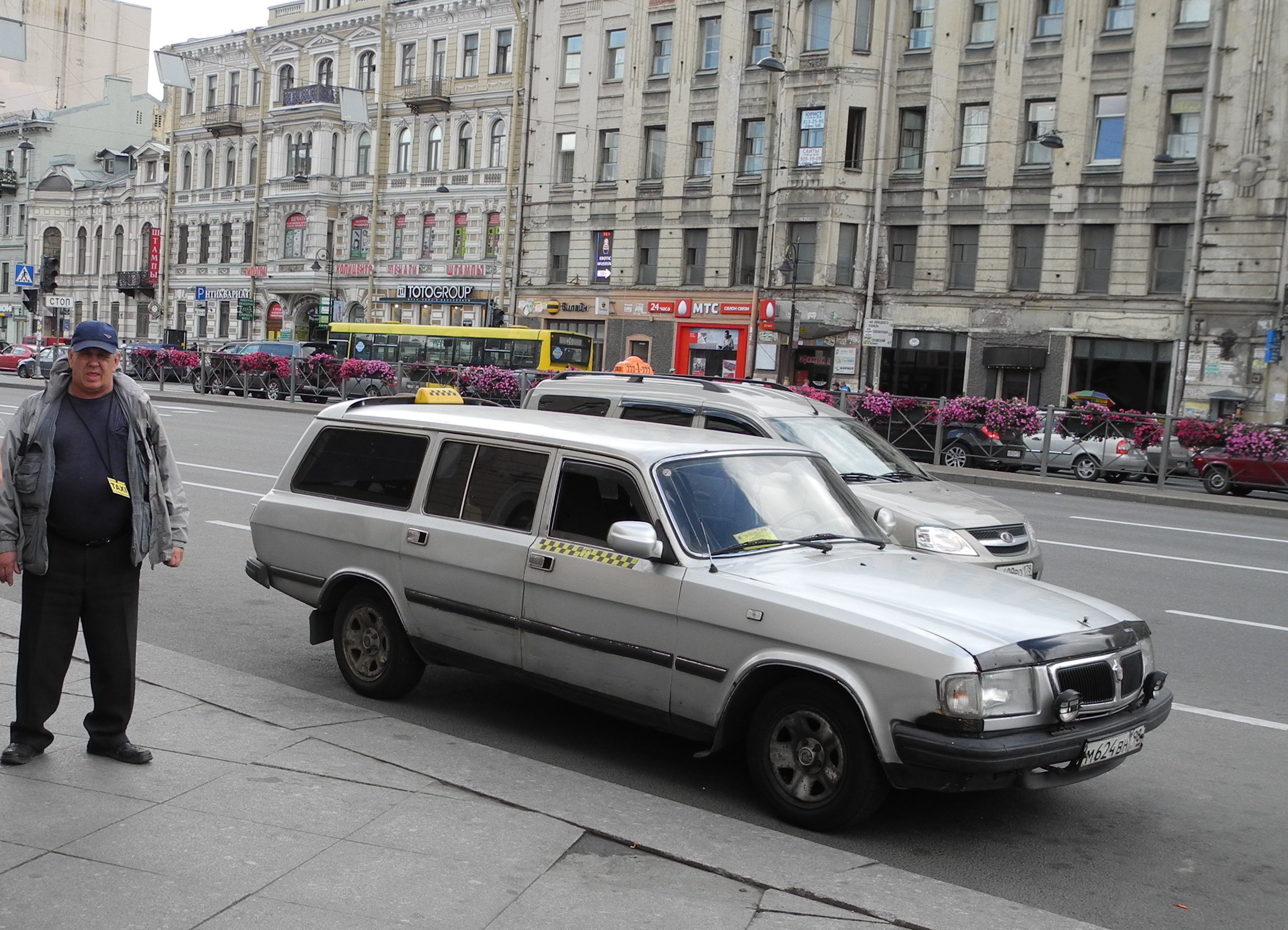
GAZ-310221 Kombi als Taxi
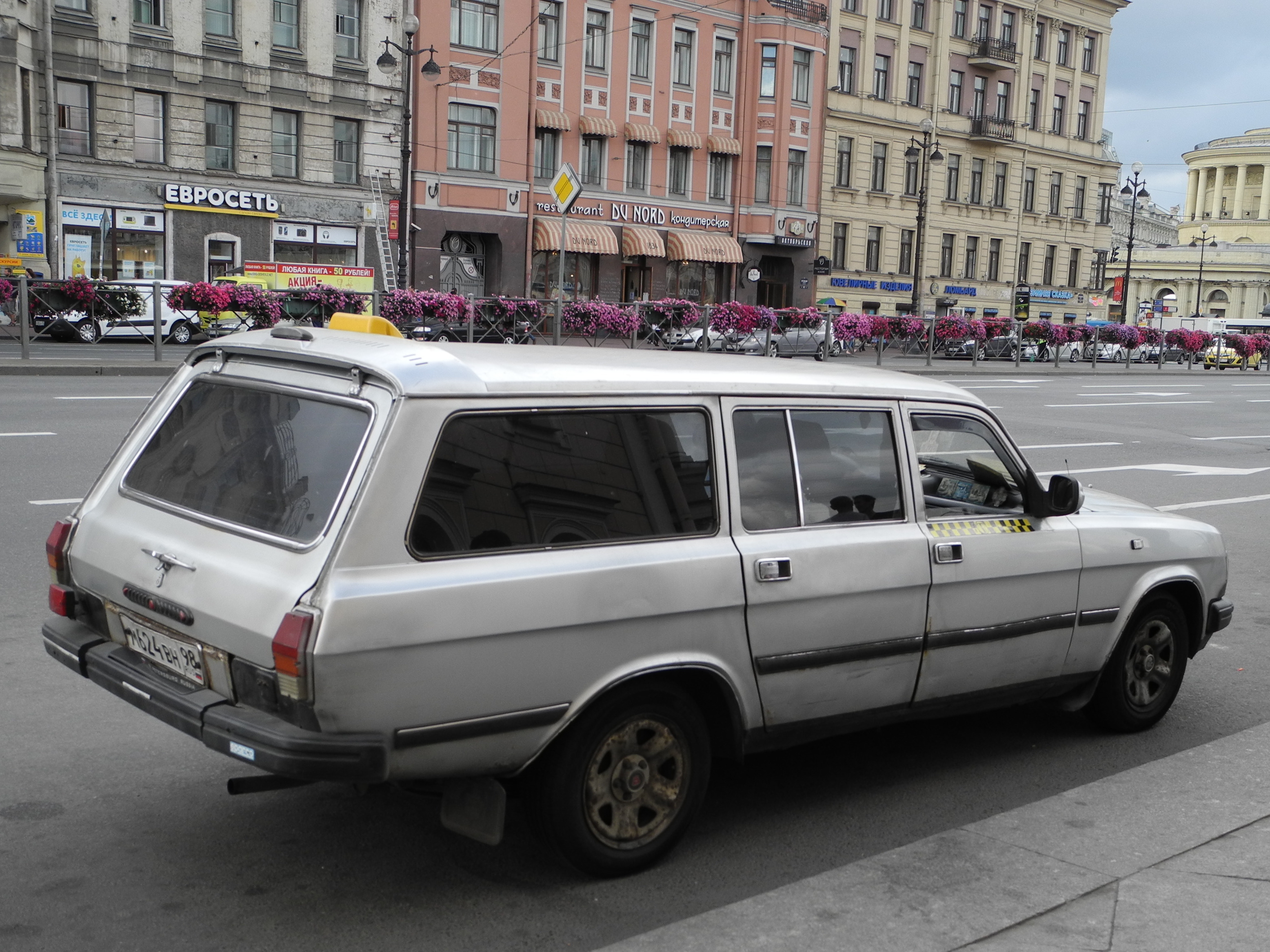
zu erkennen ist die verglichen mit dem GAZ-24-02 kaum veränderte Heckpartie des Kombis.
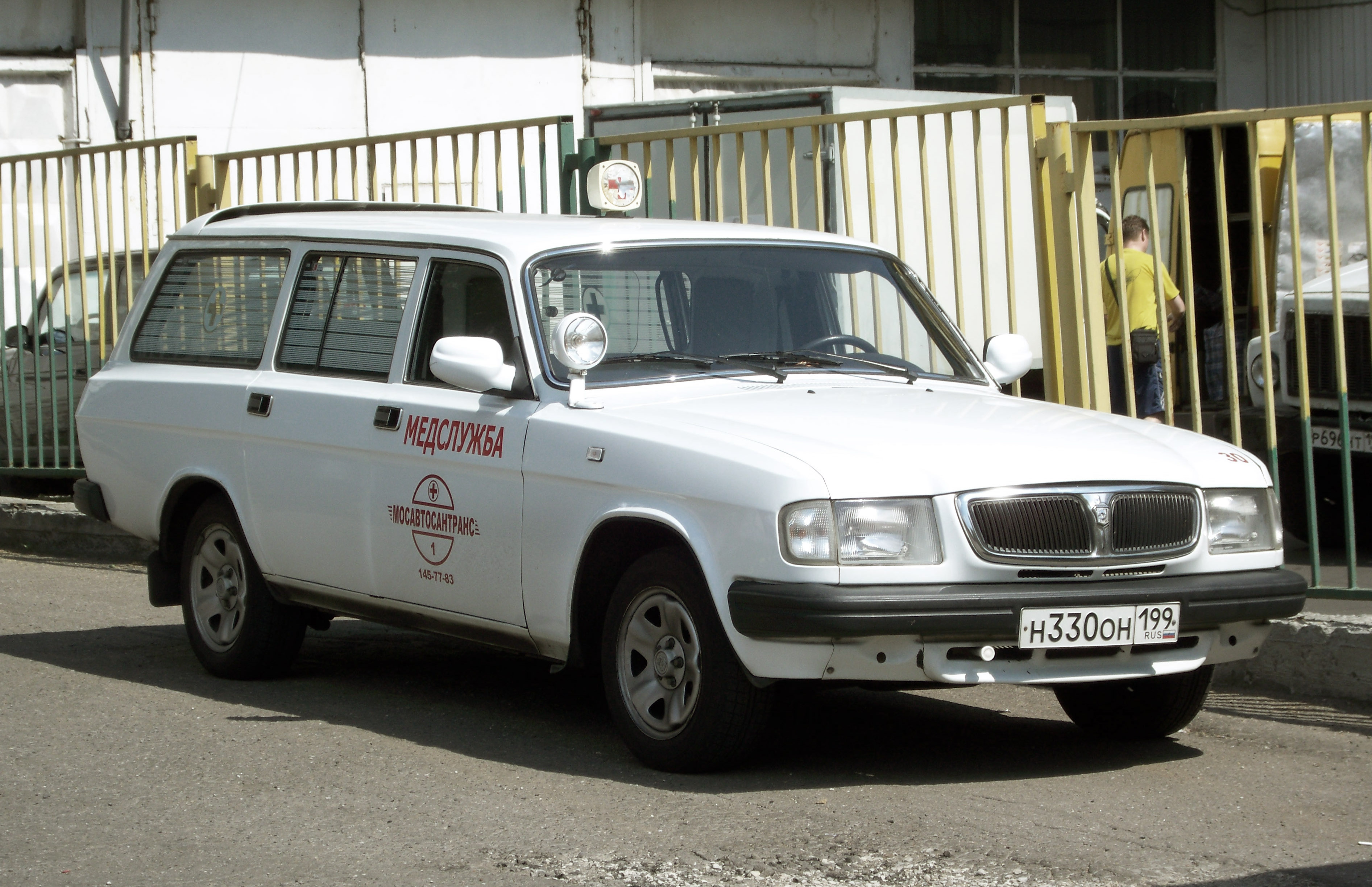
GAZ-310231 Krankenwagen

## GAZ-31105 Wolga
Der GAZ-31105 Wolga ist die modernisierte Version des GAZ-3110 Wolga, die alte Version wurde aber dennoch kurze Zeit parallel zum GAZ-31105 hergestellt. Äußerlich ist die neue Frontpartie, die an den nur in geringer Stückzahl produzierten GAZ-3111 Wolga erinnert, als Erkennungsmerkmal zu sehen. Ebenfalls neu sind modernere Klapptürgriffe aus Kunststoff anstelle der vorher verwendeten Metallklappgriffe. Um mehr Platz für die Fond-Passagiere zu schaffen, wurden neue Vordersitze verwendet. Der 2,4-Liter-Vergasermotor wurde durch einen Vierventilbenziner (Vierzylinder, 2287 cm³ Hubraum, 96 kW/131 PS) mit DaimlerChrysler-Lizenz ersetzt. Der die letzten Modelljahre auch schon im GAZ-3110 angebotene Turbodiesel-Direkteinspritzer (81 PS) nach Steyr-Lizenz war vor allem bei gewerblichen Abnehmern in wärmeren Regionen beliebt. Neu war auch eine modernere Vorderachskonstruktion, die nicht mehr abgeschmiert werden muss. Es gab ein Modell mit einem um etwa 300 mm verlängerten Radstand namens GAZ-311055. Da die Kombiversion von den Stückzahlen her fast keine Rolle spielte, blieb es auch bei dieser Modellpflege beim Heck des GAZ-2402. Im Jahr 2006 sollten 51.000 Wolga abgesetzt werden, knapp ein Viertel davon mit Motoren von Chrysler. Von der Werksleitung hieß es seit April 2006, dass der Wolga „so lange weitergebaut werde, wie der Markt es braucht“. Die Produktion wurde im Sommer 2010 eingestellt. Der Hauptgrund dürfte in den niedrigen Verkaufszahlen liegen; die Finanzkrise traf den russischen Automobilmarkt 2009 und 2010 sehr hart.

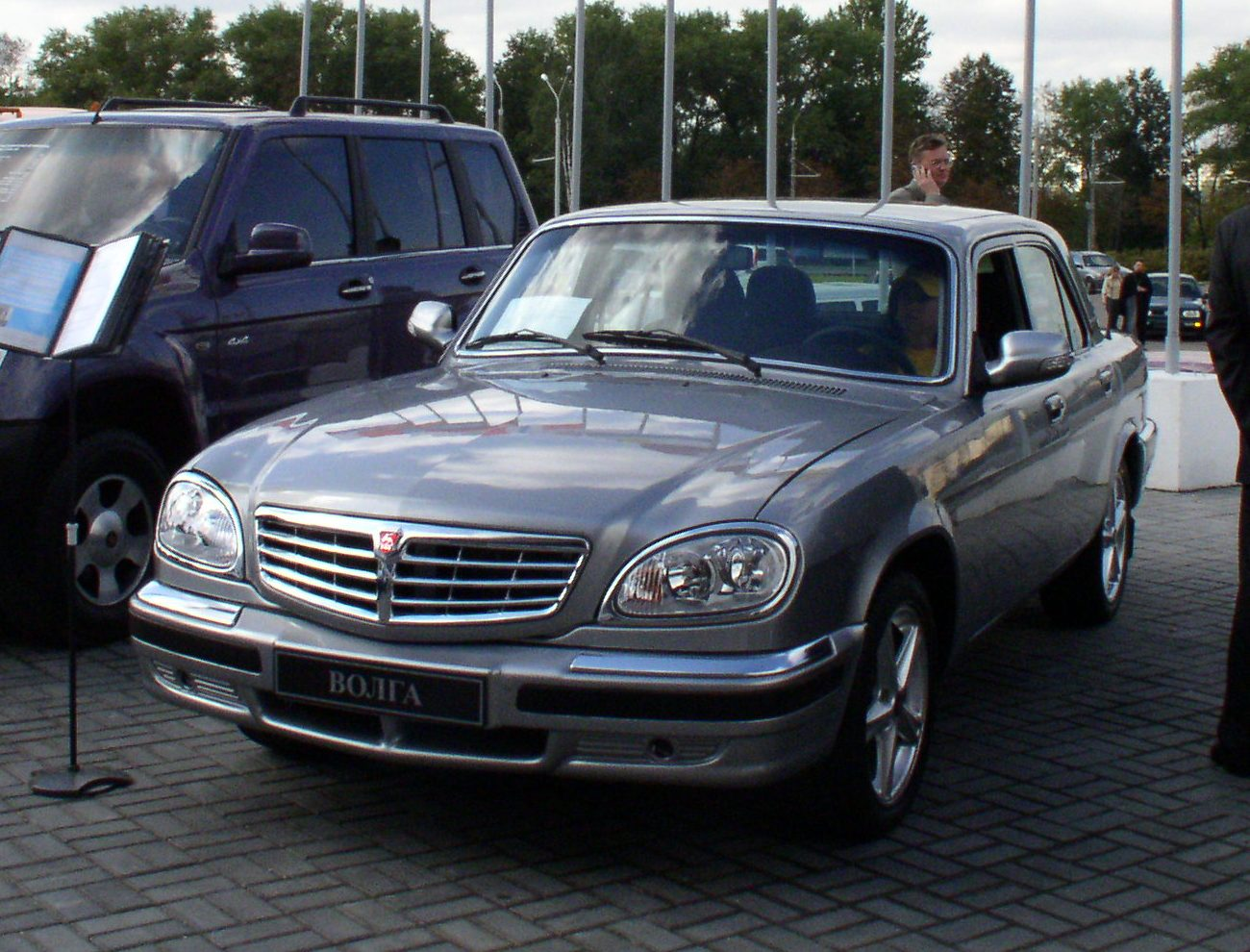
GAZ-31105 Wolga
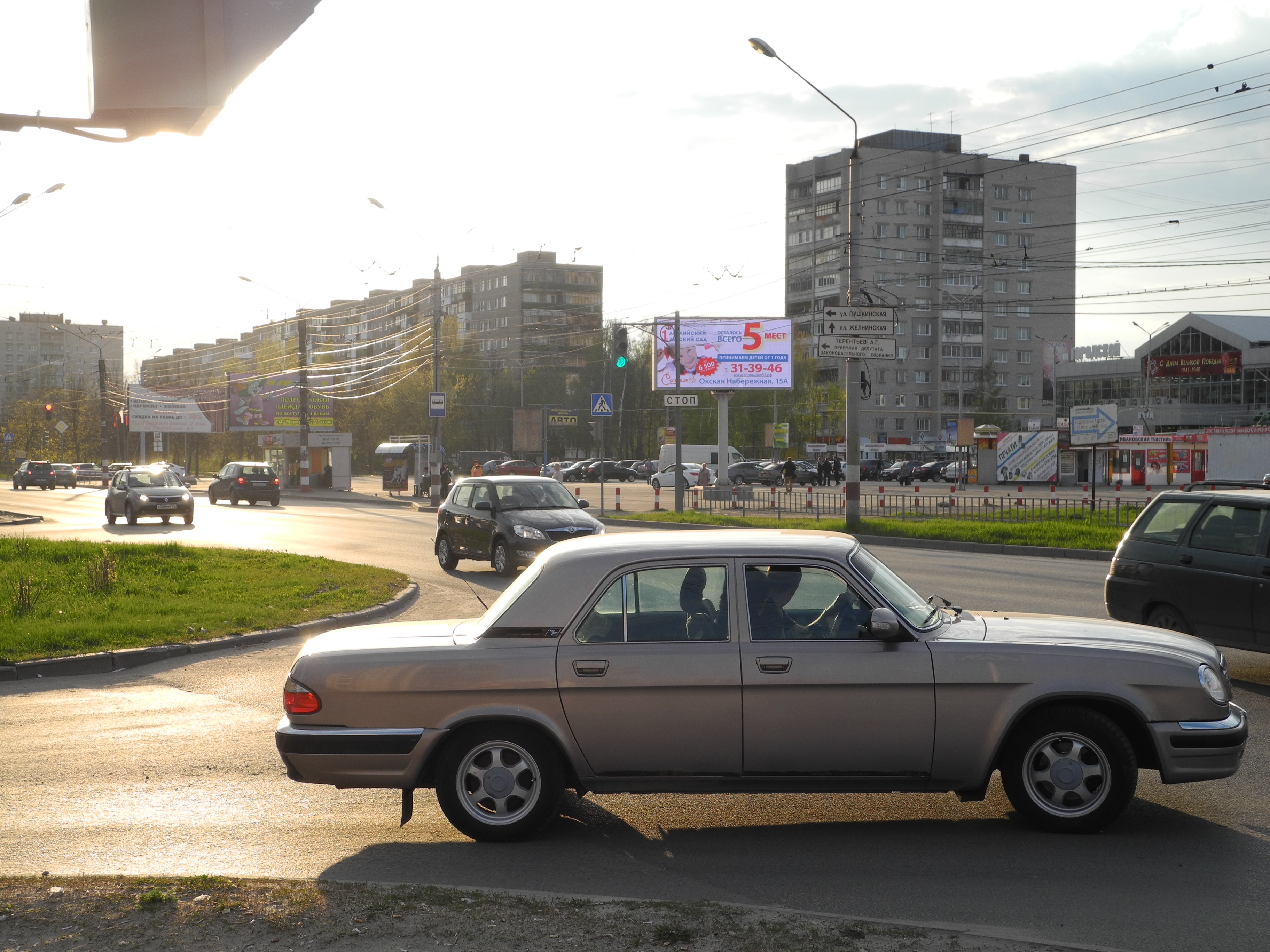
GAZ-31105, Seitenansicht
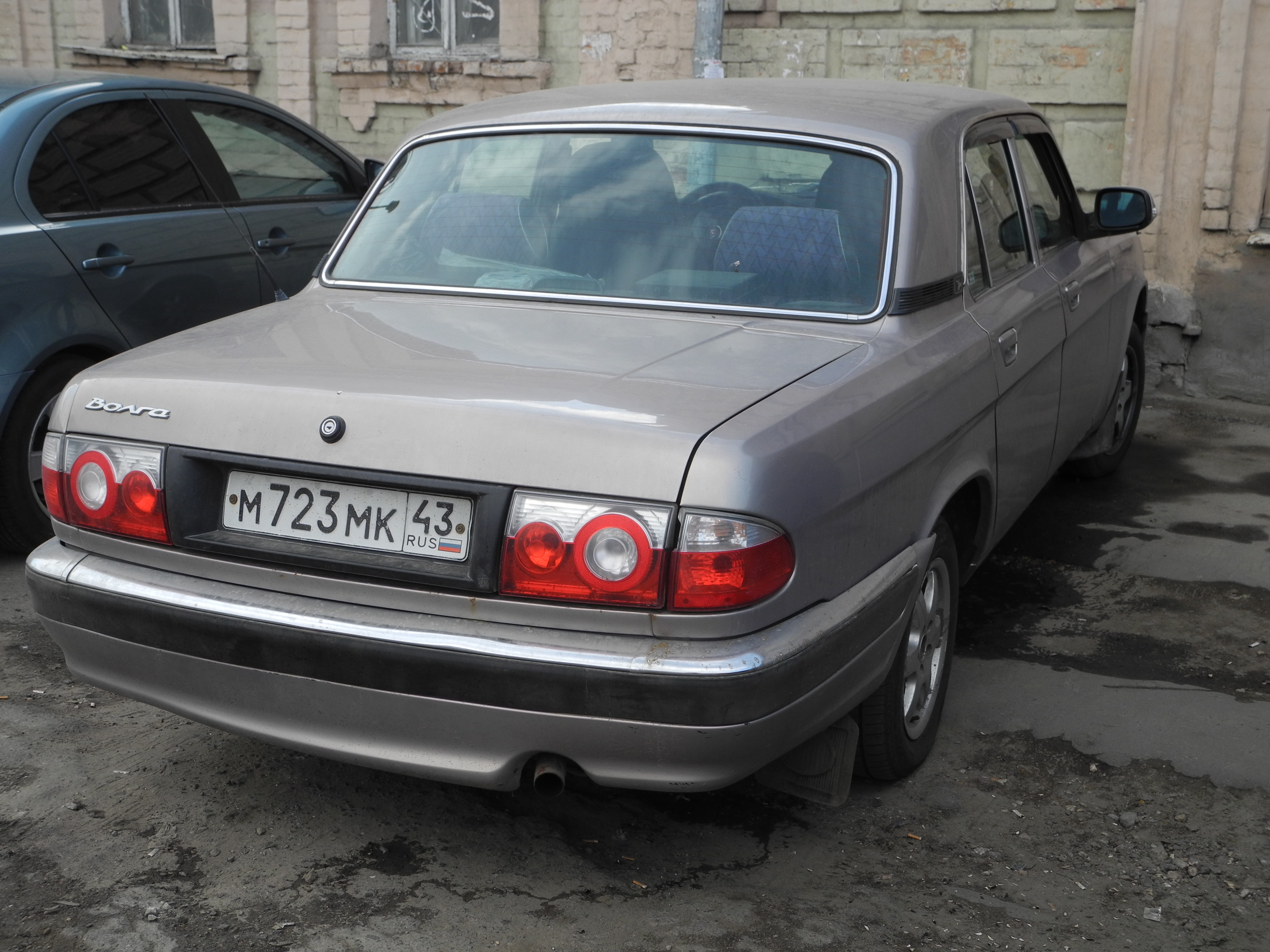
GAZ-31105, Heckansicht
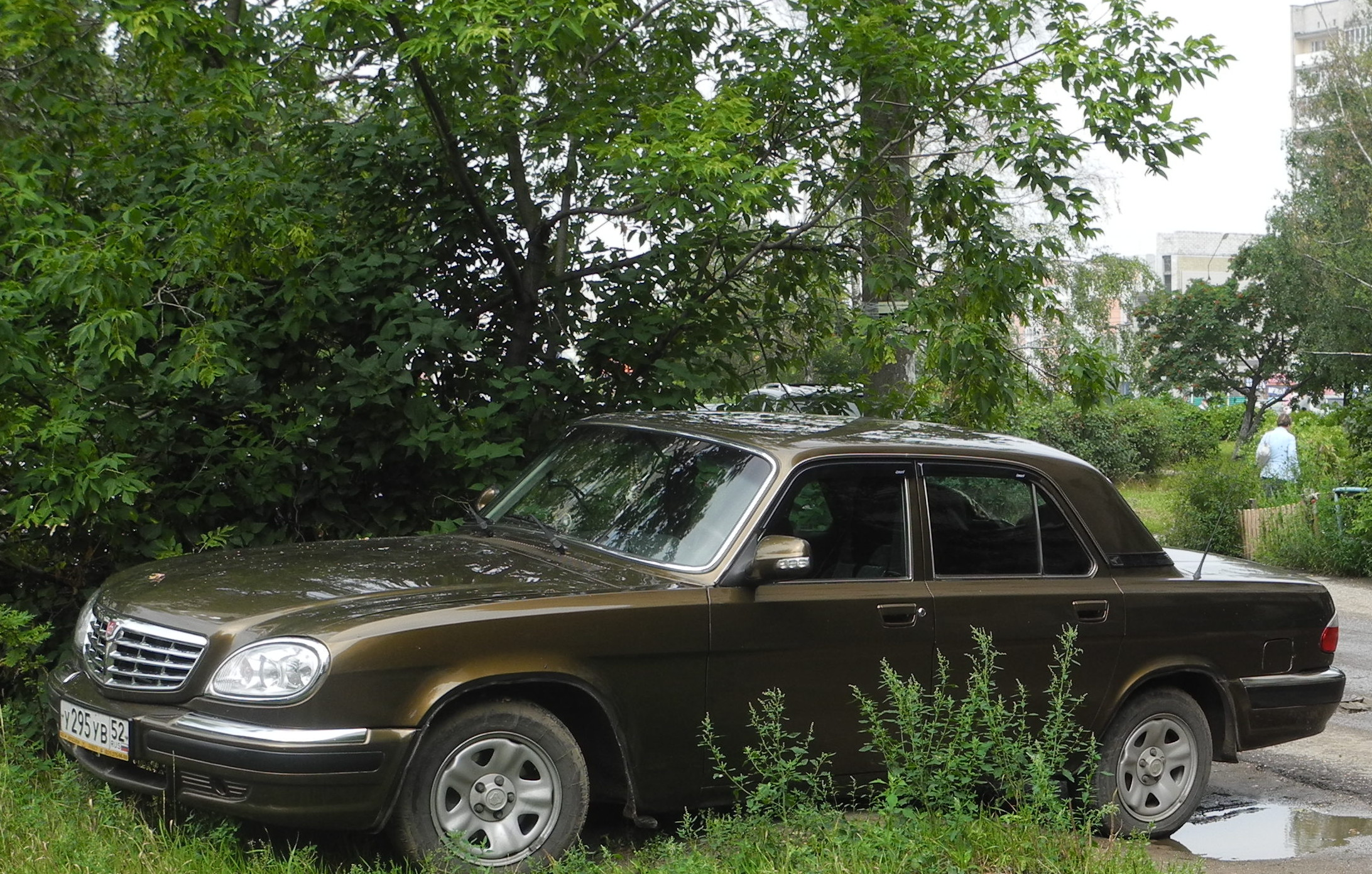
GAZ-31105
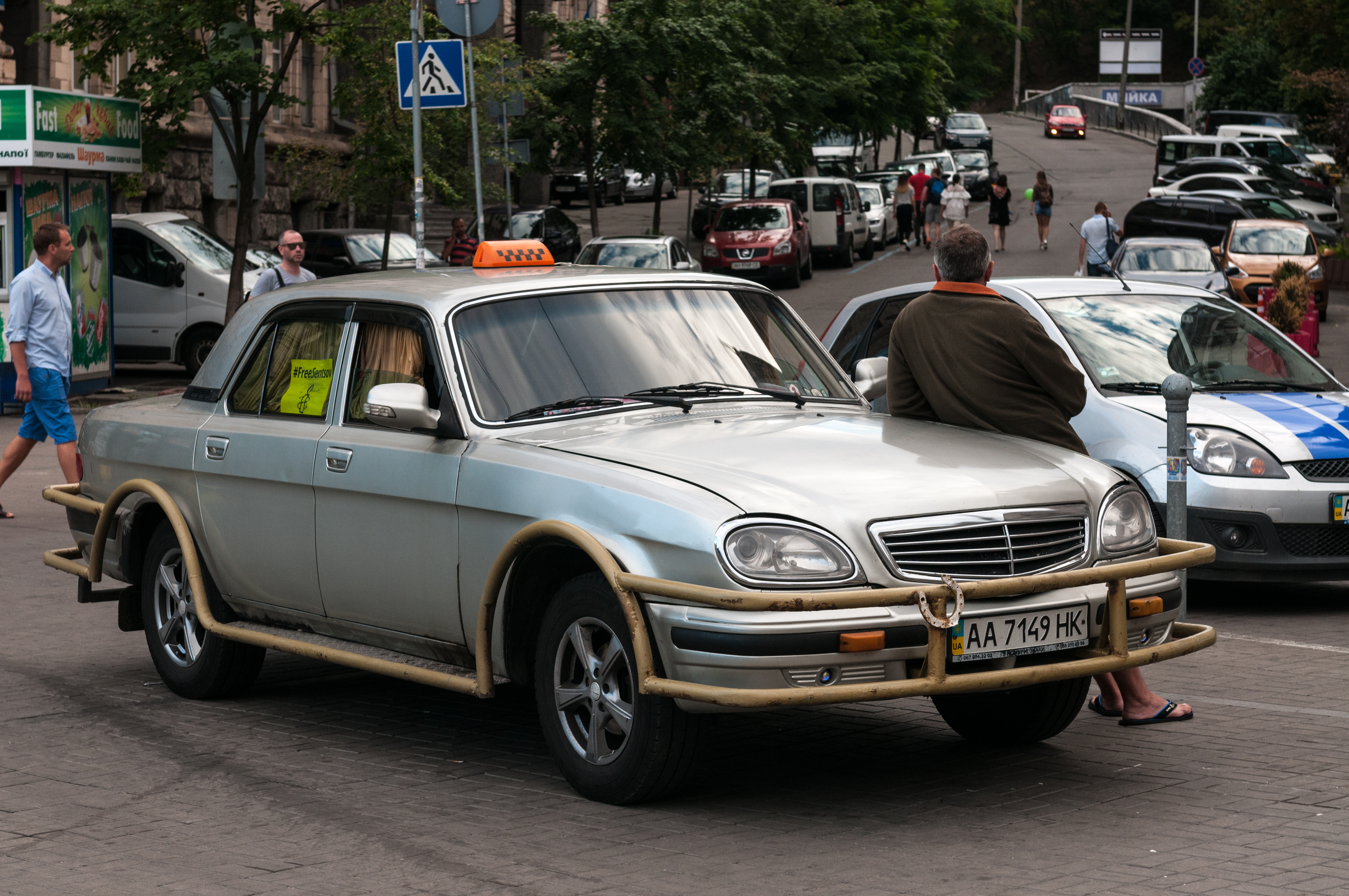
GAZ-31105 als Taxi in Kiew
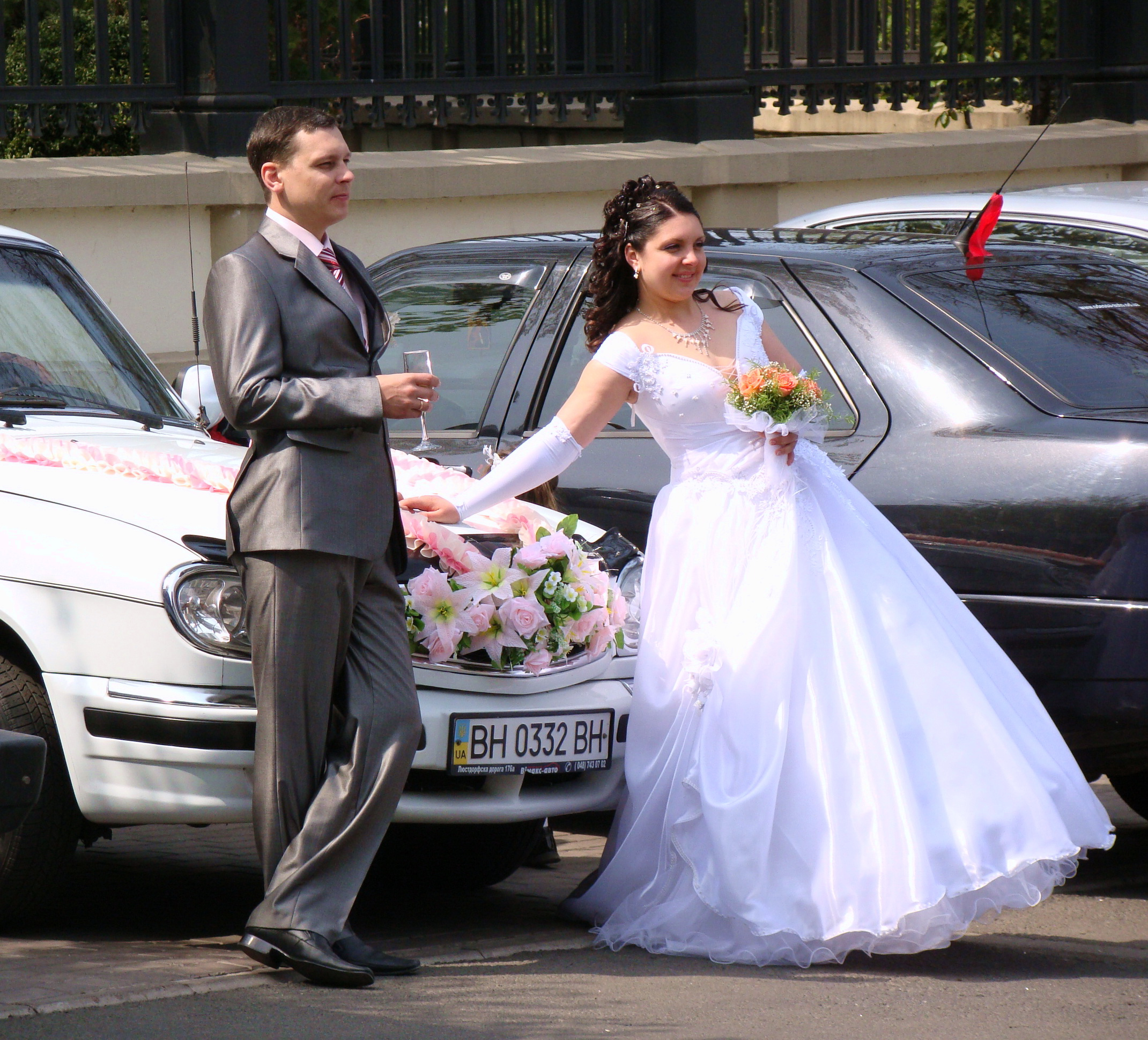
GAZ-31105 bei einer Hochzeit in Kiew, 2009
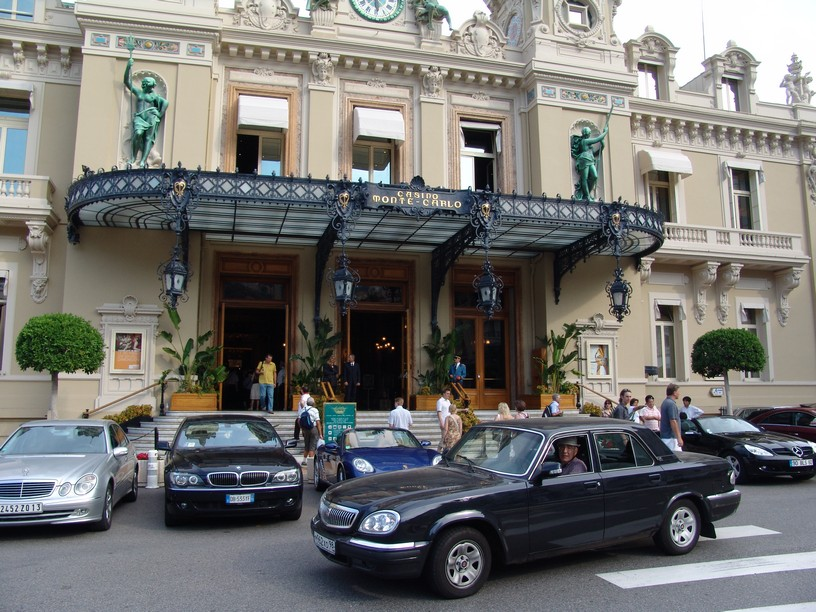
GAZ-31105 in Monaco